# Karl Wilhelm Ernst Heimbach
Karl Wilhelm Ernst Heimbach (selten auch Carl; * 29. September 1803 in Merseburg; † 4. Juli 1865 in Jena) war ein deutscher Jurist.

## Leben
Heimbach wurde 1803 als Sohn des Stadtgerichtsrats Werner Konrad Ernst Heimbach. Er lernte an der Thomasschule zu Leipzig und der Dresdner Kreuzschule. Im Jahr 1821 wurde er Hauslehrer bei  Karl August Tittmann. Danach studierte er Rechtswissenschaften u. a. bei Christian Gottlieb Haubold und Christian Gottlob Biener an der Universität Leipzig. 1824 beendete er sein Studium mit dem Bakkalaureus. 1825 promovierte er sich zum Dr. iur. Schon 1828 erhielt er eine ordentliche Professur für Sächsisches Recht an der Universität Jena. 1832 wurde er Oberappellationsgerichtsrat.
Sein Bruder ist der Jurist Gustav Ernst Heimbach.

## Werke
- De basilicorum origine fontibus hodierna conditione atque nova editione adornanda (1825)
- De sacrorum privatorum mortui continuandorum (1827)
- De dominii probatione ex principiis iuris (1827)
- Basilicorum cum iure Justinianeo (1828)
- Beiträge zur Revision des justinianischen Codex (1833)
- Juristische Abhandlungen und Rechtsfälle (1847)
- Lehrbuch des partikulären Privatrechts der zu den Obergerichten zu Jena und Zerbst vereinten Länder (1848)
- Deutsche Monarchie oder Republik (1848)
- Andeutung über eine allgemeine deutsche Zivilgesetzgebung (1848)
- Erörterungen aus dem gemeinen und sächsischen Zivilrecht und Prozess (1849)
- Lehrbuch des sächsischen und bürgerlichen Prozess (1852)